# Strzelce (powiat opoczyński)
Strzelce – wieś w Polsce położona w województwie łódzkim, w powiecie opoczyńskim, w gminie Mniszków.
Były wsią klasztoru cystersów sulejowskich w województwie sandomierskim w ostatniej ćwierci XVI wieku. W latach 1975–1998 miejscowość należała administracyjnie do województwa piotrkowskiego.
Wierni Kościoła rzymskokatolickiego należą do parafii Parafia św. Tomasza Kantuaryjskiego w Sulejowie.